# EADS 하르팡
EADS 하르팡은 유럽이 개발중인 중고도 무인 정찰기이다. 이스라엘 IAI가 개발을 돕고 있다. IAI 헤론을 원형으로 하여 개발중이다. 미국의 MQ-1 프레데터와 동일한 최대이륙중량 1톤에 항속거리 1,000 km인 무인기이다.

## 제원
일반 특성
- 승무원: none
- 길이: 9,30 metres ()
- 날개폭: 16,6 metres ()
- 공허중량: 657 kg ()
- 최대이륙중량: 1 250 kg ()
- 엔진: 1× Rotax 914 F turbocharged  engine, 115 hp (86 kW)

성능
- 최대속도: 207 km/h
- 항속거리: 1 000 km ()
- 상승한도: 7 620 metres ()

항공전자장비
- Optronic sensors

- SAR/MTI mobile target detection radar
- Line-of-sight and satellite communication systems
- Laser telemeter-designator

## 같이 보기
- TAI 안카 - 터키 TAI는 2010년 초도비행에 성공했다.
- EADS 탤러리온 - 터키 TAI는 2011년 고고도무인기(HALE)인 탤러리온 공동개발에 참여했다.
- IAI 헤론 - 이스라엘 IAI의 중고도무인기(MALE)
- MQ-1 프레데터 - 미국의 중고도무인기(MALE)
- KUS-9 - 한국이 개발중인 사단급 무인기
- 한국형 중고도 무인기 개발사업